# Орей (Эвбея)
Орей (др.-греч. Ὠρεός, лат. Oreus), также Гистиея (др.-греч. Ἰστιαία) или Гестиея (Ἑστίαια) — город в северной части острова Эвбеи, на реке Калас (Ксериас).
Согласно археологическим находкам древний город Гистиея находился на холме Кастро (Κάστρο). Упоминается Гомером в «Списке кораблей» как πολυστάφυλος «обильный виноградом», вероятно из-за плодородной равнины, и Геродотом. По Страбону перребы захватили Гистиеотиду на Эвбее, область Гестиеи и вытеснили гистиейцев в Перребию в Фессалии, названную так же Гистиеотидой. После выхода из Первого афинского морского союза разрушен афинянами при Перикле в 445 году до н. э., жители изгнаны в Македонию, в северной Эвбее заселены 2000 клерухов, среди которых был знаменитый прорицатель Гиерокл, создана клерухия, Орей объединён с Гистиеей. Объединённый город жителями назвался Ореем. Название Гистиея удержалось на монетах и в публичных актах. Существующие остатки теперь двух акрополей указывают на соединение здесь двух городов. По причине важного значения афиняне удерживали Орей после Переворота Четырёхсот в 411 году до н. э., когда прочие города острова отняли у них. После окончания Пелопоннесской войны городом правили проспартанские олигархи. Только в 377 году до н. э. Орей отошёл от Спарты.
В 377 году до н. э. в ходе Беотийской войны фиванцы были в очень тяжёлом положении вследствие недостатка хлеба: уже два года они не могли снимать с полей жатвы. Поэтому они послали две триеры в Пагасы за хлебом. Фиванцы купили хлеб, но на обратном пути корабли захватил начальник спартанского гарнизона в Орее Алкет. Фиванцы были посажены в тюрьмы, но затем они сбежали, овладели крепостью и склонили Орей к отложению от спартанцев. После этого фиванцы перевозили хлеб уже без всяких затруднений.
В 377 года до н. э. в Орее при шёл к власти тиран Неоген с помощью Ясона — тирана Фер. После него известен тиран Хариген. Тираны Орея Филистид (Φιλιστίδης), Менипп, Сократ, Фоант и Агапей поддерживали царя Филиппа против Аттики в Афино-македонской войне 340—338 гг. до н. э.  Впоследствии Филипп II Македонский овладел этим городом, который вследствие своего географического положения и сильно укрепленной позиции был предметом жарких битв между Антигоном I Одноглазым и Кассандром в ходе войн диадохов, а также при римлянах в ходе Первой Македонской войны в 207 году до н. э. Тит Квинкций Фламинин вместе с другими греческими государствами даровал свободу и Орею, но это было уже во время его упадка.
Современная деревня Ореи находится на берегу бухты Ореи пролива Ореи.